# Pie and mash

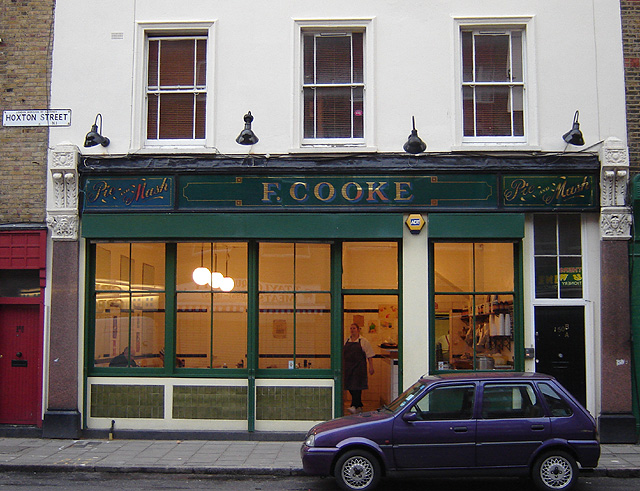
Una tienda pie and mash en Hoxton Street, Londres.

Un pie and mash shop (en inglés: ‘tienda de empanadas y puré de patatas’) es un restaurante tradicional en el sur de Londres que vende comida a la clase trabajadora de los alrededores. Los restaurantes de ese tipo existen en Londres desde el siglo XVIII y hoy en día pueden encontrarse todavía en el sur y el este de Londres.

## Comida

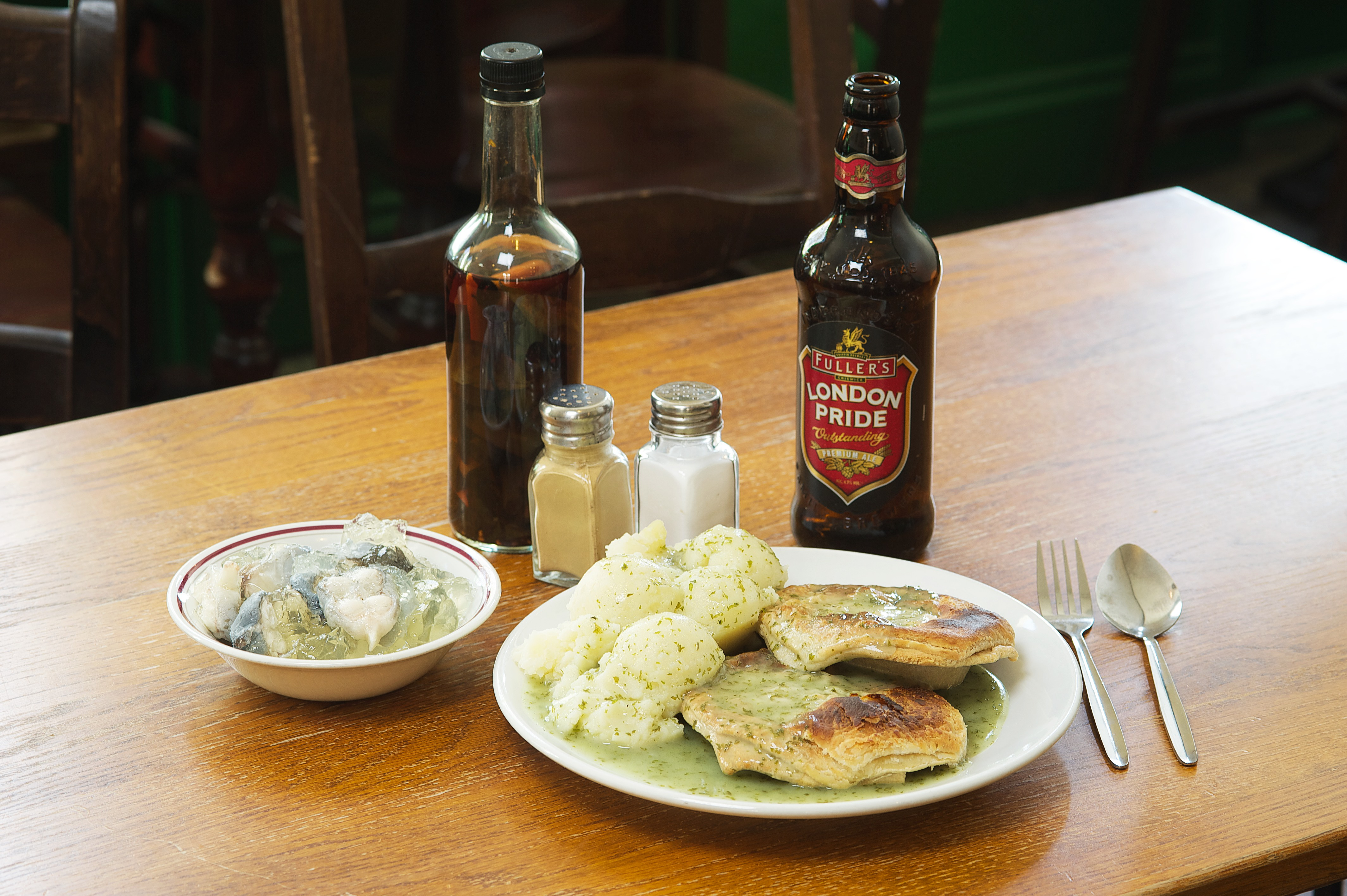
Licor y comida en un restaurante “Pie and mash”.

Se suelen encontrar en estos establecimientos platos típicos londinenses como los jellied eels (anguilas en gelatina), aunque el principal plato que se vende es pie and mash (una empanada de carne picada de ternera y puré de papas). Es común que con el puré de patatas se añada salsa de perejil o liquor (se denomina así en la jerga del pie and mash aunque no tiene alcohol) a un lado del plato. La mayoría de los pie and mash shops ofrecen gravy (una salsa a base de extractos de carne) como alternativa.

## Lectura
- Pie 'n' Mash - A Guide to Londoners Traditional Eating Houses (1995), ISBN 0-9527067-0-9.